# CD 비디오

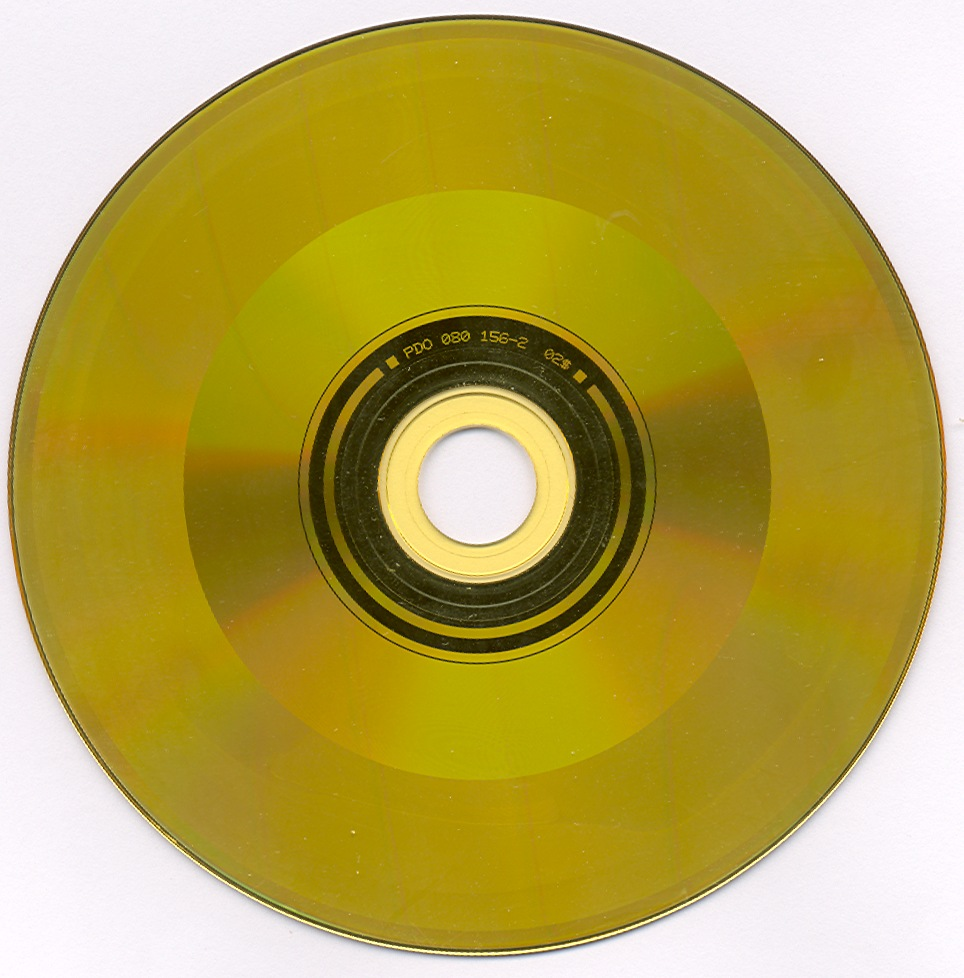

CD 비디오(CD Video, CDV, CD-V 또는 CD+V)는 표준 콤팩트 디스크와 레이저디스크 기술을 결합하여 1987년에 출시된 광 미디어 디스크 형식이다. CD-V 디스크는 표준 12cm(4.7인치) 오디오 CD와 크기가 동일하며 모든 오디오 CD 플레이어에서 재생할 수 있는 최대 20분 분량의 CD 오디오를 포함한다. 또한 디지털 CD 품질 사운드와 함께 최대 5분 분량의 레이저디스크 비디오 정보가 포함되어 있으며, 이는 CD-V 디스크 또는 CD-V 전용 플레이어를 재생할 수 있는 최신 레이저디스크 플레이어에서 재생할 수 있다.
"CD 비디오" 브랜드는 디지털 사운드트랙이 포함되어 있지만 CD 호환 콘텐츠가 없는 약 20cm(7.9인치) 및 30cm(12인치) 레이저 디스크를 판매하는 데에도 사용되었다.